# Dominium directum et utile
Dominium directum et utile est un terme latin légal utilisé pour désigner les deux domaines fonciers distincts dans lesquels un fief est divisé en vertu du régime foncier féodal. Ce système est plus communément appelé duplex dominium ou double domaine. Cela peut être mis en contraste avec le système allodial moderne, dans lequel le pouvoir sur la terre est plein et non divisé en domaines séparés — une situation connue sous le nom de dominium plenum (pleine domination). 

## Définitions
- Dominium directum (ou domaine éminent) : le pouvoir du seigneur comprenant le droit de disposer des biens et de percevoir les loyers (tenure) et les avantages féodaux (honoraires, services, etc.) qui en découlent.
- Dominium utile (ou domaine utile) : le pouvoir du tenancier englobant la jouissance, la possibilité d'apporter des améliorations, de tirer profit, d'occuper et d'habiter, et de garder les fruits naturels et les outils agricoles.

## Voir également
- Fief
- Loi féodale